# Kim Han-Sol (gimnasta)
Kim Han-Sol (Seúl, Corea del Sur, 29 de diciembre de 1995) es un gimnasta artístico surcoreano, ganador de la medalla de bronce en el ejercicio de salto en el Mundial de Montreal 2017.

## Carrera deportiva
Kim formó parte de los gimnastas que participaron en la Universiada celebrada en Taipéi en 2017 y consiguió la medalla de plata en el concurso completo individual. Posteriormente el Mundial de Montreal, ganó el bronce en el ejercicio de suelo, quedando solo por detrás del japonés Kenzo Shirai (oro) y el ucraniano Oleh Verniayev (plata).